# Spathius calacte
Spathius calacte är en stekelart som beskrevs av Nixon 1943. Spathius calacte ingår i släktet Spathius och familjen bracksteklar. Inga underarter finns listade i Catalogue of Life.